# Montanhas Outeniqua
As Montanhas Outeniqua são uma cadeia montanhosa paralela à costa meridional da África do Sul que forma um contínuo com as Montanhas Langeberg (a oeste) e com as Montanhas Tsitsikamma (a leste). Aquando da chegada dos primeiros europeus à zona, os portugueses, foi também chamada de Serra da Estrela. As montanhas fazem parte da Rota Jardim da África do Sul, uma região de interesse biológico e paisagístico do país.

## Toponímia
Outeniqua é um vocábulo derivado da tribo Coissã que habitava nas montanhas, significando "aqueles que carregam mel".  :49Algumas pinturas rupestres indígenas podem ser encontradas na área. 

## História
Os povos San e Cói habitavam as montanhas antes da chegada dos europeus, no século XVII. As montanhas escarpadas respresentaram desde cedo uma barreira a partir do vale do Pequeno Carru e os primeiros colonos, no final do século, seguiam manadas de elefantes com o objetivo de encontrar caminhos que permitissem transpor mais facilmente estas montanhas. 
A região foi explorada pela primeira vez por colonos europeus em 1668. Em 1782, ao explorar a zona, o ornitólogo francês François Levaillant descobriu que alguns camposeses se haviam estabelecido no sopé da cordilheira.  :49

## Geografia
A cordilheira caracteriza-se por encostas suaves a sul e por escarpas íngremes a norte até alcançar o vale do Pequeno Carru.Os pontos mais altos da cordilheira incluem o Pico Cradock (1578 m) e o Pico George (1370 m), localizado a norte de George. A morfologia variada cria condições que permitem o surgimento de habitats diversos. Nas encostas voltadas para o sul, existem colónias de fynbos montanhosos em zonas mais altas e húmidas, enquanto o norte abriga matagais de tipo karroid e renosterveld. Nos mesohabitats situados nas encostas a sul existem galerias florestais afromontanas.[carece de fontes?]

## Clima
A alta pluviosidade na cordilheira origina vários arroios perenes com aproveitamento para irrigação no vale do Rio Olifants. Embora o clima por toda a cordilheira seja geralmente quente a moderado, com uma temperatura média no verão de 20,5 °C, as condições climáticas são muito variáveis. Assim, no inverno a temperatura pode cair para 5 °C (com temperaturas ainda mais baixas nas encostas do sul) e possiblidade de nevões nos picos mais altos.[carece de fontes?]

## Fauna e flora
Entre os animais encontrados na área de Outeniqua estão o klipspringer, o riboque, o leopardo e vários roedores.A cordilheira abriga também um número reduzido de elefantes. As aves incluem águias-negras e outras aves de rapina, bem como o papa-açúcar-do-cabo e outras aves típicas do fynbos.